# Lucy Maud Montgomery

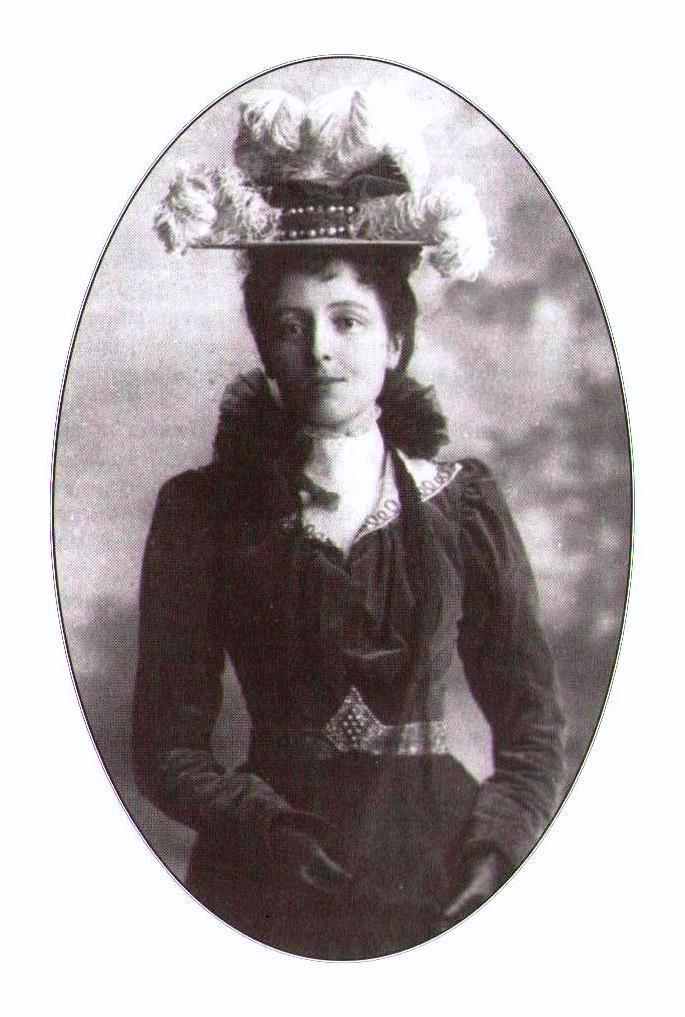
Lucy Maud Montgomery, um 1897

Lucy Maud Montgomery, OBE (* 30. November 1874 in Clifton, heute New London, Prince Edward Island, Kanada; † 24. April 1942 in Toronto, Kanada, beigesetzt in Cavendish, Prince Edward Island) war eine kanadische Schriftstellerin und Dichterin. 
Montgomery veröffentlichte zu Lebzeiten 23 Romane, einen Gedichtband sowie einen Essay über tapfere Frauen. Sie schrieb etwa 450 Gedichte und 500 Kurzgeschichten, ihre posthum veröffentlichten Tagebücher umfassen über 5000 Seiten. Die Romanreihe über das temperamentvolle rothaarige Waisenmädchen Anne wurde ein Welterfolg. Das erste Buch, Anne auf Green Gables, wurde im Juni 1908 veröffentlicht. Von dem Bestseller, der innerhalb der ersten fünf Jahre 32-mal neu aufgelegt wurde, wurden in den ersten fünf Monaten 19.000 Exemplare verkauft. Die Heldinnen in Montgomerys Büchern sind starke, unabhängige Mädchen und Frauen, die nach höherer Bildung streben und sich nicht den damals üblichen Konventionen unterwerfen. Die Protagonistinnen setzen ihre Wünsche und Träume in Bezug auf Beruf, Studium und Heirat durch. Diese Thematik wurde vor ihr bereits von anderen Autorinnen dieser Zeit wie Jean Webster oder Louisa May Alcott aufgegriffen.

## Leben

### Kindheit und Jugend

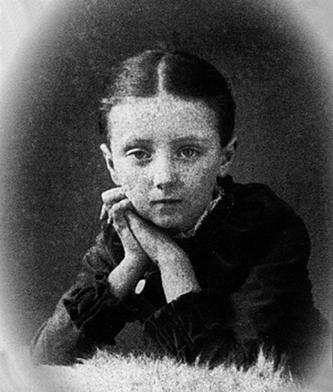
Lucy Maud Montgomery, 1884

Lucy Maud Montgomery wurde 1874 in Clifton, dem heutigen New London, auf Prince Edward Island geboren. Ihre Mutter Clara Woolner Macneill Montgomery starb an Tuberkulose, als Lucy Maud Montgomery 21 Monate alt war. Ihr Vater verließ daraufhin die Insel und siedelte wahrscheinlich in den Westen Kanadas um.
Montgomery zog zu ihren Großeltern mütterlicherseits, Alexander Marquis Macneill und Lucy Woolner Macneill in Cavendish. Sie fand bereits früh Zugang zur Literatur und las unter anderem Robert Burns, Walter Scott, John Bunyan und Louisa May Alcott. 1883 begann Montgomery, Tagebuch und ihre ersten Gedichte zu schreiben. Im Jahr darauf zog ihr Vater nach Prince Albert in der Provinz Saskatchewan. 1887 heiratete ihr Vater zum zweiten Mal. Seine Frau, Mary Ann McRae, brachte 1888 Montgomerys Halbschwester Kate zur Welt. 1890 zog sie zu ihrem Vater und ihrer Stiefmutter, kehrte allerdings bereits nach einem Jahr wieder zu den Großeltern zurück. Im selben Jahr wurde Montgomerys erstes Gedicht veröffentlicht. Der Daily Patriot in Charlottetown druckte das On Cape Le Force betitelte Gedicht. 1891 wurde Montgomerys Halbbruder David Bruce geboren. Montgomery musste in der Folge für fast zwei Monate die Schule verlassen, um ihrer Stiefmutter im Haushalt zu helfen. In diesem Jahr gelangen ihr drei weitere Veröffentlichungen: Die Montrealer Zeitung Witness druckte einen Artikel namens The Wreck of the Marco Polo, die Prince Albert Times veröffentlichte A Western Eden. Ein Gedicht Montgomerys, Farewell, wurde in der Zeitung The Saskatchewan abgedruckt. 1892 schloss Montgomery die Schule ab.

### College- und erste Berufsjahre
1893 besuchte sie das Prince of Wales College in Charlottetown, dessen Eingangstest sie als fünftbeste von 264 Studenten bestand. Im selben Jahr wurde ihr Halbbruder Hugh Carlyle geboren. Sie absolvierte den eigentlich zweijährigen Studiengang am Prince of Wales College in nur einem Jahr und wurde Jahrgangsbeste in Englischer Literatur, Englischen Dramen und Schulmanagement. Nach dem Abschluss unterrichtete sie in Bideford an einer Zwergschule. Während dieser Zeit veröffentlichte sie Kurzgeschichten und Gedichte in verschiedenen Zeitschriften, teilweise unter den Pseudonymen „Maud Cavendish“ und „Maud Eglinton“. 1895 und 1896 studierte Montgomery Literatur an der Dalhousie University in Halifax. Anschließend übernahm sie eine Stelle an der Schule in Belmont. Dort begann sie eine heimliche Beziehung zu Edwin Simpson, einem Theologiestudenten und entfernten Cousin.
1897 wechselte Montgomery an die Schule in Lower Bedeque, wo sie sich in Herman Leard, einen jungen Bauern, verliebte. Sie beendete die Beziehung zu Simpson und unterrichtete bis zum Tod ihres Großvaters im März 1898 in Lower Bedeque. Nach dem Tod des Großvaters kehrte sie zu ihrer Großmutter nach Cavendish zurück. Dort blieb sie 13 Jahre, bis auf eine neunmonatige Unterbrechung 1901/1902. 1899 starb Herman Leard überraschend, ein Jahr später auch Montgomerys Vater im Alter von 58 Jahren. 1901 und 1902 arbeitete sie für kurze Zeit in Halifax für die Zeitungen Chronicle und Echo. Sie fing an, an Ephraim Weber aus Alberta zu schreiben, eine Brieffreundschaft, die ihr ganzes Leben lang hielt. Im Jahr darauf begann sie mit dem Schotten George Boyd MacMillan zu korrespondieren.
Montgomery begann 1906 eine heimliche Beziehung zu dem presbyterianischen Pfarrer Edward (Ewan) Mcdonald (1870–1943), der seit 1903 in der Gemeinde Cavendish arbeitete. Mcdonald ging für ein Jahr nach Glasgow, Montgomery blieb zurück und widmete sich der Veröffentlichung ihres ersten Buches. Nachdem vier Verlage das Manuskript abgelehnt hatten, schickte sie es 1907 an den Verlag L.C. Page in Boston, der Montgomery eine Veröffentlichung anbot. Im Vertrag wurden 9 Cent Honorar pro verkauftem Exemplar vereinbart sowie eine Fortsetzung des Buches.

### Tätigkeit als Schriftstellerin

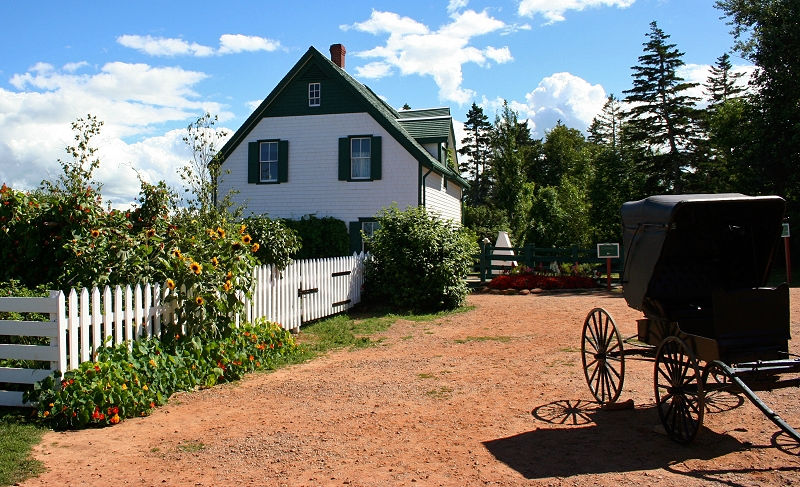
Die Farm Green Gables, heute eine National Historic Site

Im Juni 1908 kam ihr erstes Buch auf den Markt: Anne auf Green Gables. Montgomery erhielt hunderte begeisterter Zuschriften ihrer Leser, darunter auch einen Brief von Mark Twain. Der Erfolg von Anne auf Green Gables war so groß, dass das Buch bereits im darauf folgenden Jahr ins Schwedische übertragen wurde, die erste von vielen Übersetzungen. Der Verlag veröffentlichte 1909 auch die Fortsetzung Anne in Avonlea sowie einige Kurzgeschichten und Gedichte. Montgomery arbeitete an einem weiteren Roman, Kilmeny of the Orchard. Das Buch erschien 1910. Im September 1910 besuchte der Generalgouverneur von Kanada, Albert Grey, 4. Earl Grey, zusammen mit seiner Frau Charlottetown. Montgomery wurde dem Paar auf dessen Wunsch vorgestellt und überreichte Earl Grey und seiner Frau signierte Bücher.
Im März 1911 starb Montgomerys Großmutter Lucy Woolner Mcneill. Im Mai erschien das nächste Buch, The Story Girl. Wenig später, am 5. Juli 1911, heiratete Montgomery Ewan Mcdonald. Das Paar zog, nach einer dreimonatigen Hochzeitsreise durch England und Schottland, nach Ontario, wo Ewan Mcdonald eine Stelle als Pfarrer in der St. Paul’s Presbyterian Church in Leaskdale, dem heutigen Uxbridge, antrat. Aus der Ehe gingen die drei Söhne Chester (* 7. Juli 1912; † 1964), Hugh Alexander (*/† 13. August 1914) und Ewan Stuart (* 7. Oktober 1915; † 1982) hervor. Die Totgeburt des mittleren Sohnes verarbeitete Montgomery wahrscheinlich 1917 in ihrem Buch Anne’s House of Dreams (Anne in Four Winds), in dem Annes erstes Kind wenige Stunden nach der Geburt starb.

### Der Rechtsstreit mit L.C. Page
Nach mehreren Unstimmigkeiten mit ihrem Verlag L.C. Page in Boston wechselte Montgomery 1916 zum Verlagshaus McClelland, Goodchild and Stewart in Toronto. Im Jahr darauf erschienen der vierte Band der Anne-Reihe sowie ihre Autobiografie The Alpine Path, die in Fortsetzungen im Magazin Toronto Everywoman’s World abgedruckt wurde. 1918 erkrankte die Autorin an der Spanischen Grippe. Im selben Jahr kam es zu einem Rechtsstreit mit dem alten Verlag L.C. Page: Montgomery klagte wegen zu niedriger Zahlungen und unerlaubten Verkaufs von Nachdruckrechten sowie des Vorhabens, Further Chronicles of Avonlea ohne die Erlaubnis Montgomerys zu veröffentlichen. Im folgenden Jahr gewann Montgomery den Prozess, L.C. Page musste ihr rund 20.000 US-Dollar zahlen. Die Autorin wusste nicht, dass der Verlag zu dieser Zeit über die Filmrechte für die Anne-Reihe verhandelte. Diese wurden im Vertrag nicht erwähnt, da der große Erfolg bei Vertragsabschluss nicht abzusehen war. Der Stummfilm Anne of Green Gables mit Mary Miles Minter in der Hauptrolle hatte am 23. November 1919 Premiere. L.C. Page erhielt 40.000 US-Dollar für die Filmrechte, Montgomery ging leer aus. Die Autorin war mit der filmischen Umsetzung ihrer Romane nicht zufrieden. Sie fand die Anne in Taylors Film zu „zuckersüß“ und ärgerte sich über den Drehort Neuengland und die Verwendung einer amerikanischen Flagge. Sie erklärte, wenn sie nicht gewusst hätte, dass der Film auf ihren Romanen basiert, hätte sie dies nicht erkannt. 1920 veröffentlichte L.C. Page gegen Montgomerys Willen Further Chronicles of Avonlea; die Autorin klagte wieder. Der Fall ging durch mehrere Instanzen und wurde schließlich nach neun Jahren Prozessdauer vom Obersten Gerichtshof der Vereinigten Staaten im Sinne Montgomerys entschieden.

### Spätere Jahre
1921 erschien ein weiteres Buch der Anne-Reihe, Rilla in Ingleside. Der Inhalt fokussierte jetzt aber mehr und mehr Annes Kinder, vor allem das jüngste Kind, Rilla. 1922 begann Montgomery eine neue Buchreihe zu schreiben, Emily of New Moon erschien 1923. Das zweite Buch der Reihe, die wieder Prince Edward Island als Handlungsort hat, war bereits in Arbeit. Außerdem wurde Montgomery als die erste Kanadierin in die Royal Society of Arts aufgenommen. 1925 erschien der zweite Band der Emily-Reihe, Emily Climbs. Ewan Mcdonald, der bereits seit 1919 mit Depressionen kämpfte, erlitt einen Rückfall. 1926 wurde ihm eine Stelle in Norval, dem heutigen Halton Hills in Ontario, angeboten. Die Familie verließ Leaskdale und zog nach Norval. Das Haus in Leaskdale beherbergt heute das Lucy Maud Montgomery Leaskdale Manse Museum. Die mittlerweile 52-jährige veröffentlichte in diesem Jahr einen weiteren Roman, den einzigen, der nicht auf Prince Edward Island spielt: The Blue Castle, eine Liebesromanze für erwachsene Leser, spielt im nördlichen Ontario. Außerdem legte der Verlag L.C. Page Anne auf Green Gables zum 59. Mal neu auf. Im Jahr darauf, 1927, erschien der dritte Band der Emily-Reihe: Emily’s Quest. Montgomery wurde dem Prince of Wales, dem späteren Edward VIII. sowie eventuell dem britischen Premierminister Stanley Baldwin vorgestellt. Zwei Jahre später veröffentlichte Montgomery ein weiteres Buch: Magic for Marigold. Es folgte eine Lesereise durch den Westen Kanadas, auf der sie erstmals ihren Brieffreund Ephraim Weber traf, mit dem sie seit 1902 korrespondierte. 1931 war die Autorin erstmals im Radio zu hören, sie trug einige ihrer Gedichte vor.
1934 erlitt Ewan Mcdonald einen weiteren Zusammenbruch und verbrachte einige Monate in einer psychiatrischen Klinik. Montgomery, soeben zum ersten Mal Großmutter geworden, bekam zunehmende gesundheitliche Probleme. Sie arbeitete mit Marian Keith und Mabel Burns McKinley an einem Buch über die Biografien mutiger Frauen, Courageous Women. Eine weitere Verfilmung ihres ersten Romans kam in die Kinos: Anne of Green Gables in der Fassung von 1934. Wieder erhielt die Autorin keinerlei Anteil am Verkauf der Filmrechte. Montgomery erlitt einen physischen und psychischen Zusammenbruch, von dem sie sich sechs Wochen lang erholen musste. 1935 setzte sich Ewan Mcdonald zur Ruhe und verließ Norval. Dort wird der Schriftstellerin heute mit dem Lucy Maud Montgomery Memorial Garden gedacht. Mcdonald kaufte das Haus „Journey’s End“ im Riverside Drive im Westen Torontos und ließ sich mit seiner Frau dort nieder. Ebenfalls 1935 wurde Montgomery mit dem Order of the British Empire ausgezeichnet. Im Jahr darauf kehrte Montgomery auf Wunsch des Verlages zur Anne-Reihe zurück: Anne of Windy Poplars (Anne in Windy Willows) erschien. Das Buch füllte die Lücke zwischen Annes Collegezeit und ihrer Heirat. Die kanadische Regierung ernannte einen Teil Cavendishs zum National Green Gables Park.

### Letzte Arbeiten, Erkrankung, Tod, posthume Ehrung

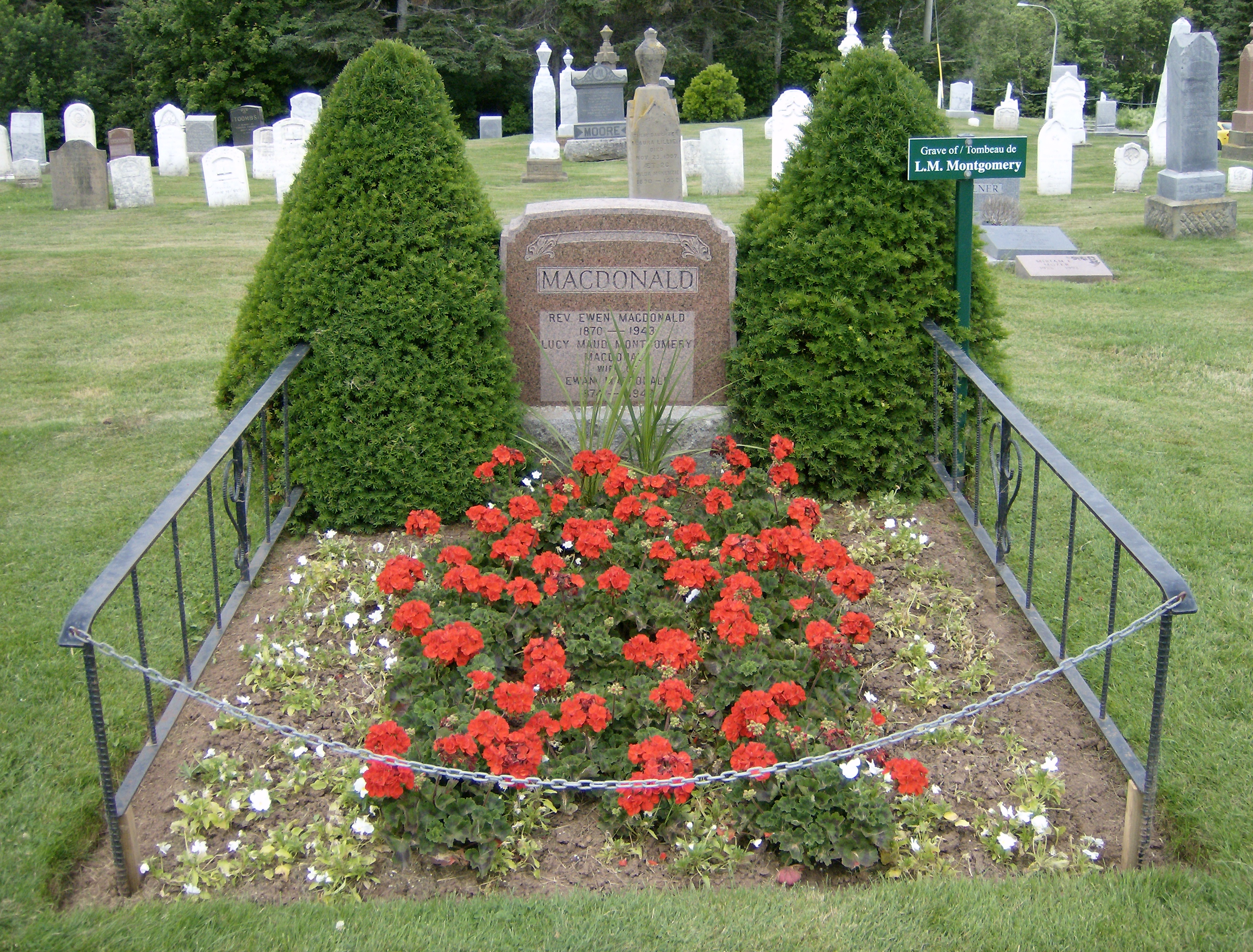
Grab Montgomerys auf dem Cavendish Community Cemetery

1937 ging es Montgomery psychisch zunehmend schlechter, im Jahr darauf erlitt sie einen Nervenzusammenbruch. Die Arbeit am letzten Band der Anne-Reihe ging nur mühsam voran. Auch mit der Gesundheit ihres Mannes ging es weiter bergab. 1939 besuchte Montgomery ein letztes Mal Prince Edward Island. Anne of Ingleside, das letzte Buch der Reihe, das Annes erste Ehejahre und die Zeit mit ihren kleinen Kindern beschreibt, wurde veröffentlicht. Ihre bereits vorhandene Depression verschlimmerte sich mit dem Ausbruch des Zweiten Weltkrieges. 1940 arbeitete Montgomery trotz ihrer gesundheitlichen Probleme an weiteren Geschichten über Anne; der geplante Band sollte The Blythes are Quoted heißen, wurde jedoch erst 1974, also 34 Jahre später, unter dem Titel The Road to Yesterday veröffentlicht. Montgomery unterhielt weiterhin Korrespondenzen, unter anderem mit ihrem Brieffreund George Boyd Macmillan in Schottland. In ihren letzten Briefen kommen ihre Sorgen über den Zweiten Weltkrieg, über den zunehmenden geistigen Abbau ihres Mannes und über die Zukunft der erwachsenen Söhne zum Ausdruck. 1942 wurde die erste kanadische Ausgabe von Anne of Green Gables vom Verlag The Ryerson Press in Toronto veröffentlicht. Am 24. April 1942 starb die Schriftstellerin in ihrem Haus in Toronto. Nach der Totenwache auf Green Gables wurde Montgomery auf dem Cavendish Community Cemetery beigesetzt.
Ein Jahr nach ihrem Tod wurde Montgomery von der kanadischen Regierung zur „Person von nationaler historischer Bedeutung“ erklärt.

## Bedeutung und Nachleben
Montgomerys Werk war bereits zu Lebzeiten besonders in Kanada geschätzt. Durch ihre Einordnung als Kinder- und Jugendbuchautorin beschäftigte sich die Literaturkritik erst 30 Jahre nach ihrem Tod mit ihrem Werk. Zunächst wurde Montgomery nur von Fachzeitschriften für Kinder- und Jugendliteratur rezensiert. In ihrer Winterausgabe 1984/85 beschäftigte sich das Magazin der Children’s Literature Association mit dem Werk von Montgomery, speziell mit dem subtil angedeuteten Feminismus in ihren Romanen. Erst 1997 veröffentlichte die New York’s Oxford University Press eine wissenschaftliche Abhandlung über Montgomerys ersten Roman.
Anne of Green Gables wurde zum kanadischen Kulturgut. Nach Montgomerys Tod begann neben dem Kampf um die Rechte an ihren Werken auch eine große Marketingkampagne. Neben Fortsetzungen und anderen Büchern zum Thema Anne of Green Gables, wie zum Beispiel das The Anne of Green Gables Cookbook, begann die Tourismusindustrie mit Vergnügungsparks, Bed and Breakfast und Geschenkeläden Montgomerys Werke zu Geld zu machen. Dank der Anne-Bücher wurde die Tourismusindustrie zu einem der erfolgreichsten Wirtschaftszweige auf Prince Edward Island.

## Auszeichnungen
1923 wurde Montgomery als erste Kanadierin in die Royal Society of Arts aufgenommen. 1935 wurde die Schriftstellerin von George V. zum Offizier des Order of the British Empire ernannt. Im selben Jahr wurde die Autorin in das Literary and Artistic Institute of France aufgenommen.

## Montgomerys Werk in Verfilmungen und auf der Bühne

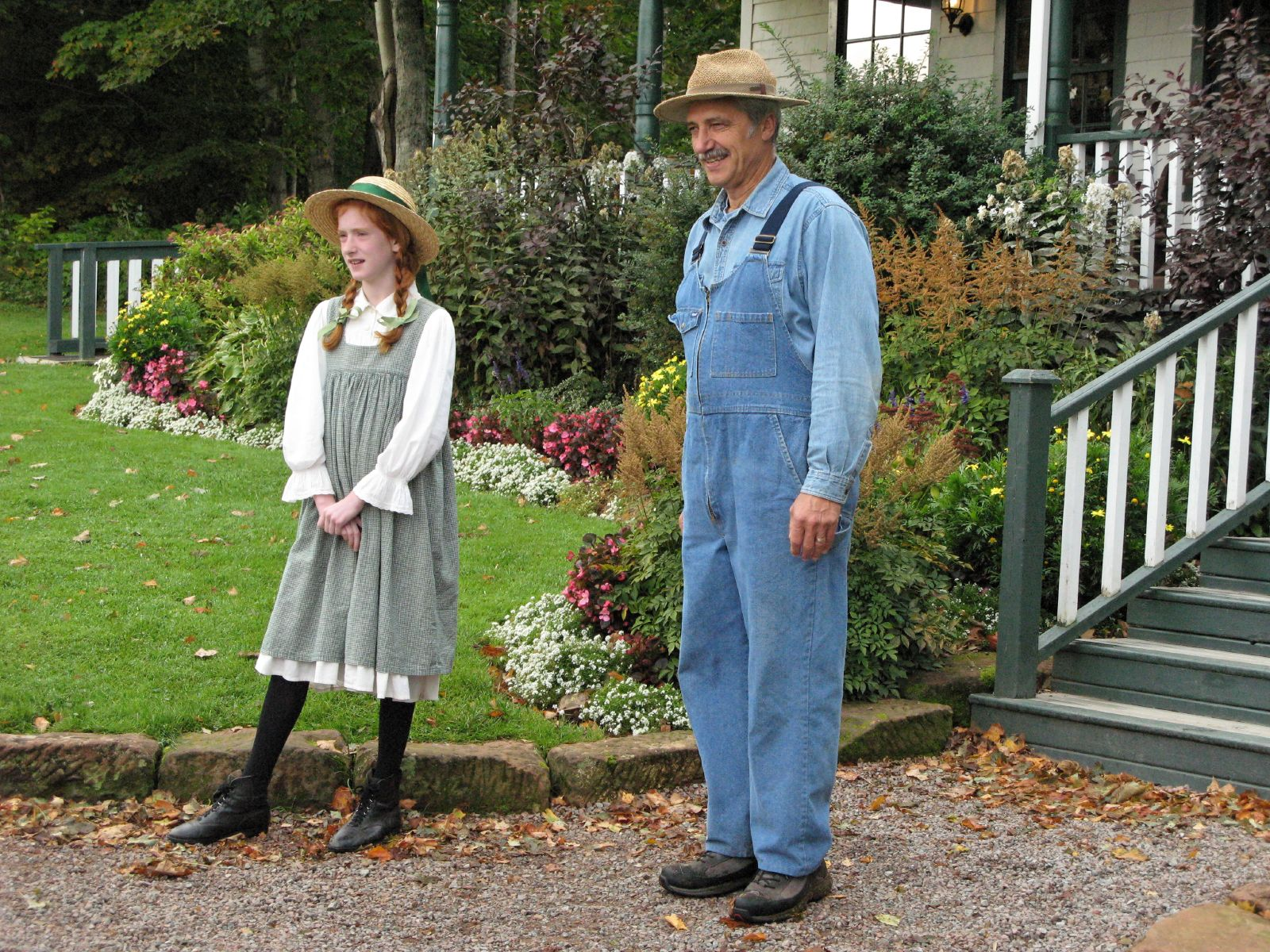
Darsteller von Anne und Matthew vor dem Anne of Green Gables Museum in Cavendish, 2007

### Kinofilme
Die erste Verfilmung eines Buches von Montgomery kam 1919 in die Kinos: Anne of Green Gables. Die Hauptrolle in dem Stummfilm spielte Mary Miles Minter, Regie führte William Desmond Taylor. Der Film gilt heute als verschollen. 1934 wurde unter der Regie von George Nichols ein weiterer Kinofilm des Stoffes gedreht: Anne of Green Gables. Dawn O’Day spielte die Rolle der Anne und nahm während der Dreharbeiten den Künstlernamen Anne Shirley an.

### Fernsehfilme und -serien
- 1956: Anne of Green Gables (Regie: Don Harron)
- 1972: Anne of Green Gables (Regie: Joan Kraft, Mini-Serie)
- 1979: Anne mit den roten Haaren (Zeichentrickserie)
- 1985: Anne auf Green Gables (Regie: Kevin Sullivan)
- 1987: Anne in Kingsport (Regie: Kevin Sullivan)
- 1989–1996: Das Mädchen aus der Stadt (Road to Avonlea)
- 1990: Lantern Hill (Regie: Kevin Sullivan)
- 1998: Emily of New Moon (Regie: George Bloomfield)
- 2000–2001: Anne of Green Gables – The Continuing Story
- 2000: Anne of Green Gables – The Animated Series (Zeichentrickserie)
- 2016: Anne auf Green Gables (Fernsehfilm, Regie: John Kent Harrison)
- 2017: Anne with an E (Fernsehserie)

### Musicals
Seit 1965 wird jährlich auf dem Charlottetown Festival das Musical Anne of Green Gables – The Musical aufgeführt. Damit ist Anne of Green Gables das Musical mit der längsten Laufzeit in Kanada.
Im Jahr 2005 kam eine weitere Musical-Adaption des Stoffes auf die Bühne: Jährlich wird seitdem auf Prince Edward Island das Musical Anne und Gilbert aufgeführt. Die Handlung basiert auf den Büchern „Anne in Avonlea“ und „Anne in Kingsport“. Im ersten Jahr wurde das Musical 44 Mal aufgeführt, alle Vorführungen waren ausverkauft. Die kanadische Presse äußerte sich positiv.
Beide Musicals sind mittlerweile auf CD erschienen.

## Werke (Auswahl)

### Buchreihen und Romane
- Anne

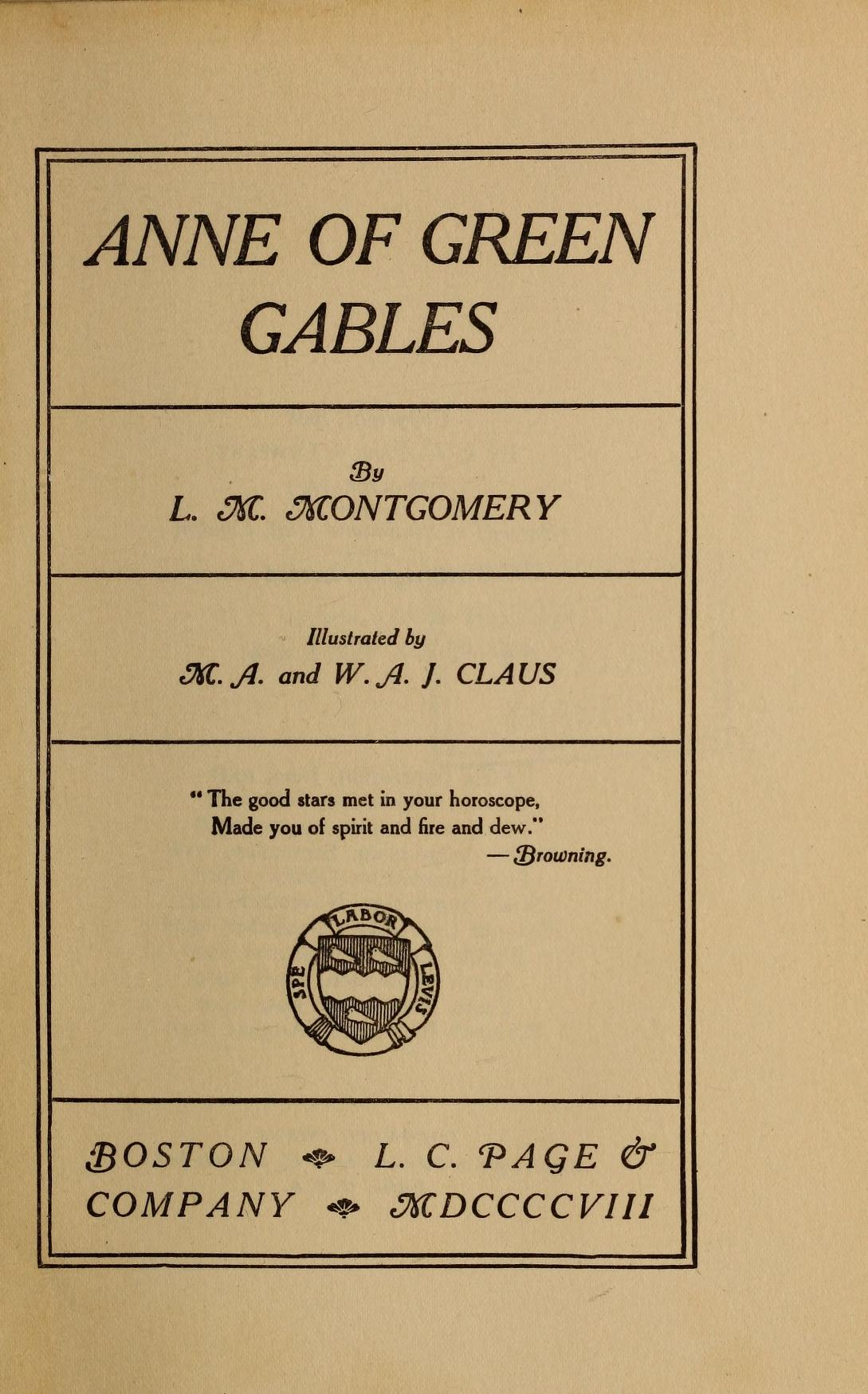
Das Titelblatt der 1908 erschienenen Erstausgabe des Buches „Anne of Green Gables“

  - Anne auf Green Gables (Anne of Green Gables), 1908, ISBN 3-7855-3963-0
  - Anne in Avonlea (Anne of Avonlea), 1909, ISBN 3-7855-4032-9
  - Anne in Kingsport (Anne of the Island), 1915, ISBN 3-7855-2210-X
  - Anne in Windy Willows (Anne of Windy Poplars), 1936, ISBN 3-7855-2270-3
  - Anne in Four Winds (Anne’s House of Dreams), 1917, ISBN 3-7855-2340-8
  - Anne in Ingleside (Anne of Ingleside), 1939, ISBN 3-7855-2382-3
  - Rainbow Valley, 1919, dt.: Anne im Rainbow Valley, Übers. Nadine Erler. Barnstorf 2013, ISBN 3-940597-54-6
  - Anne und Rilla: Zum ersten Mal verliebt, 1921, ISBN 3-7855-2764-0
  - Anne und Rilla: Der Weg ins Glück (Rilla of Ingleside), 1921, ISBN 3-7855-2918-X
- Emily
  - Emily auf der Moon-Farm (Emily of New Moon), 1923
  - Emily auf der High-School (Emily Climbs), 1925
  - Emily in Blair Water (Emily’s Quest), 1927
- Pat
  - Pat of Silver Bush, 1933
    - Deutsch: Pat auf Silver Bush. Übers. Nadine Erler. Verlag 28 Eichen, Barnstorf 2017, ISBN 978-3-96027-101-7.

  - Mistress Pat, 1935. Deutsch: Pat auf Silver Bush 2. Übers. Nadine Erler. Verlag 28 Eichen, Barnstorf 2018, ISBN 978-3-96027-108-6.
- Story Girl
  - The Story Girl, 1911. Die Geschichtenerzählerin. Deutsch von Nadine Erler. Verlag 28 Eichen, Barnstorf 2020.
  - The Golden Road, 1913. Die goldene Straße. Deutsch von Nadine Erler. Verlag 28 Eichen, Barnstorf 2020.
- Sara in Avonlea (Road to Avonlea)
  - The Journey Begins (Road to Avonlea No 1, dt.: Sara in Avonlea – Die Ankunft)
  - The Story Girl Earns Her Name (Road to Avonlea No 2, dt.: Sara in Avonlea – Marillas Geheimnis)
  - A Dark And Stormy Night (Road to Avonlea No 25, nicht ins deutsche übersetzt)

Die Buchreihe „Sara in Avonlea“ wurde fälschlicherweise oft Montgomery zugeschrieben. Jedoch stammen nur drei der englischen Bücher der Serie von ihr, von denen nur die ersten beiden Bücher auf Deutsch erhältlich sind. Diese beiden ersten Bände der Reihe enthalten Teile der Bücher „The story girl“ und „The golden road“. Alle anderen wurden von verschiedenen Autoren unter ihrem Namen fortgesetzt und sind Adaptionen einiger Episoden der US-amerikanischen Fernsehserie Das Mädchen aus der Stadt (Road to Avonlea).
- Romane
  - 1910: Kilmeny of the Orchard (dt. Kilmeny im Obstgarten, übersetzt von Nadine Erler, 2015)
  - 1926: The Blue Castle (dt. Das Schloss in den Wolken, übersetzt von Nadine Püschel, 2015)
  - 1929: Magic for Marigold (dt. Marigolds Magie, übersetzt von Nadine Erler, 2018)
  - 1931: A Tangled Web (dt. Ein verworrenes Netz, übersetzt von Nadine Erler, 2019)
  - 1937: Jane of Lantern Hill (dt. Jane auf Lantern Hill, übersetzt von Nadine Erler, 2015)

### Kurzgeschichtensammlungen und Gedichte
Kurzgeschichtensammlungen
- 1912: Chronicles of Avonlea.
  - Geschichten aus Avonlea. Deutsch von Nadine Erler, 2019.
- 1920: Further Chronicles of Avonlea
  - Neues aus Avonlea. Deutsch von Nadine Erler, 2020.
- 1974: The Road to Yesterday (ungekürzte Fassung 2009 unter dem Titel „The Blythes Are Quoted“)
- 1988: Akin to Anne
- 1989: Along the Shore
- 1990: Among the Shadows
- 1991: After Many Days
- 1993: Against the Odds
- 1995: Across the Miles
- 1995: At the Altar
- 2009: The Blythes Are Quoted
  - In Deutsch: Short Stories 1909 to 1922. Lucy Maud Montgomerys Kurzgeschichten. Ausgewählt und übersetzt von Sarah Jost. Eigenverlag[13]

1. Tiergeschichten. Nachwort Sarah Jost, 2016
2. Weihnachtsgeschichten. 2016
3. Schauergeschichten. 2016
4. Kindergeschichten. 2016
5. Seniorengeschichten. 2017
6. Liebesgeschichten, 1. 2017

- Gedichte
  - 1916: The Watchman & Other Poems
  - 1987: The Poetry of Lucy Maud Montgomery

### Tagebücher, Briefe, Sonstiges
Tagebücher
- Mary Rubio, Elizabeth Waterston (Hrsg.): The Selected Journals of L. M. Montgomery

1. 1889–1910; 1985
2. 1910–1921; 1987
3. 1921–1929; 1992
4. 1929–1935; 1998
5. 1935–1942; 2004

Briefe
- Wilfred Eggleston (Hrsg.): The Green Gables Letters from L. M. Montgomery to Ephraim Weber 1905–1909, 1960
  - Hildi Froese Tiessen, Paul Tiessen (Hrsg.): After Green Gables: L. M. Montgomery’s Letters to Ephraim Weber 1916–1941, 2005
- Frances W. P. Bolger, Elizabeth R. Epperly (Hrsg.): My Dear Mr. M: Letters to G. B. MacMillan, 1980

Sonstiges
- Courageous Women. Essay, zus. mit Marian Keith, Mabel Burns McKinley, 1934
- The Alpine Path: The Story of My Career. Autobiografie, 1974[14]. Der Alpen-Pfad. Deutsch von Olaf R. Spittel. Verlag 28 Eichen, Barnstorf 2020.
- The L. M. Montgomery Reader, Hg. Benjamin Lefebvre, University of Toronto Press

1. A Life in Print. 2013
2. A Critical Heritage. 2014
3. A Legacy in Review. 2015